# U Can't Touch This
"U Can't Touch This" là một bài hát của nghệ sĩ thu âm người Mỹ MC Hammer nằm trong album phòng thu thứ ba của ông, Please Hammer, Don't Hurt 'Em (1990). Nó được phát hành vào ngày 13 tháng 1 năm 1990 như là đĩa đơn đầu tiên trích từ album bởi Capitol Records. Bài hát được viết lời và sản xuất bởi MC Hammer, trong đó sử dụng đoạn nhạc mẫu từ bài hát năm 1981 của Rick James "Super Freak", được đồng viết lời bởi James và Alonzo Miller. Sau khi phát hiện "U Can't Touch This" tham chiếu phần giai điệu từ "Super Freak" mà không được sự đồng ý của James, ông đã quyết định kiện MC Hammer và vấn đề đã được giải quyết ngoài tòa, đồng thời sau đó James và Miller đã được ghi nhận như là những đồng tác giả bài hát. Đây là một bản hip hop và pop-rap đã đánh dấu sự thay đổi trong phong cách âm nhạc trước đây của nam ca sĩ, trong đó kết hợp với những yếu tố từ dance và rap. Ngoài ra, nó cũng nổi tiếng với những cụm từ trong lời bài hát "You can't touch this" và "Stop! Hammer time!" đã trở thành những câu khẩu hiệu nổi tiếng trong nền văn hóa pop.
Sau khi phát hành, "U Can't Touch This" nhận được những phản ứng tích cực từ các nhà phê bình âm nhạc, trong đó họ đánh giá cao giai điệu sôi động và thu hút, cũng như quá trình sản xuất nó. Ngoài ra, bài hát còn gặt hái nhiều giải thưởng và đề cử tại những lễ trao giải lớn, bao gồm ba đề cử giải Grammy cho Thu âm của năm, Bài hát R&B xuất sắc nhất và Trình diễn solo rap xuất sắc nhất tại lễ trao giải thường niên lần thứ 33, và chiến thắng hai giải sau. "U Can't Touch This" cũng tiếp nhận những thành công vượt trội về mặt thương mại, đứng đầu các bảng xếp hạng ở Úc, Bỉ, Hà Lan, New Zealand và Thụy Điển, đồng thời lọt vào top 10 ở hầu hết những quốc gia nó xuất hiện, bao gồm vươn đến top 5 ở những thị trường lớn như Áo, Đan Mạch, Phần Lan, Đức, Ireland, Tây Ban Nha, Thụy Sĩ và Vương quốc Anh. Tại Hoa Kỳ, mặc dù thu hút nhiều lượt yêu cầu phát sóng trên những đài phát thanh, nó chỉ đạt vị trí thứ tám trên bảng xếp hạng Billboard Hot 100 do không được phát hành rộng rãi dưới hình thức đĩa đơn thương mại, trở thành đĩa đơn đầu tiên của MC Hammer vươn đến top 10 tại đây.
Video ca nhạc cho "U Can't Touch This" được đạo diễn bởi Rupert Wainwright, trong đó bao gồm những cảnh MC Hammer nhảy múa ở nhiều khu vực khác nhau. Nó đã đạt được năm đề cử tại giải Video âm nhạc của MTV năm 1990, và chiến thắng hai hạng mục cho Video Rap xuất sắc nhất và Video Dance xuất sắc nhất, bên cạnh ba đề cử cho Video xuất sắc nhất của nam ca sĩ, Biên tập xuất sắc nhất và Video có vũ đạo xuất sắc nhất. Để quảng bá bài hát, nam ca sĩ đã trình diễn nó trên nhiều chương trình truyền hình và lễ trao giải lớn, bao gồm The Arsenio Hall Show, giải Video âm nhạc của MTV năm 1990 và giải Grammy lần thứ 33, cũng như trong nhiều chuyến lưu diễn của anh. Được ghi nhận là bài hát trứ danh trong sự nghiệp của MC Hammer, "U Can't Touch This" đã được hát lại và sử dụng làm nhạc mẫu bởi nhiều nghệ sĩ, như "Weird Al" Yankovic, Jay-Z, Eminem, Big Sean và dàn diễn viên của Glee, cũng như xuất hiện trong nhiều tác phẩm điện ảnh và truyền hình, bao gồm Charlie's Angels: Full Throttle, Family Guy, Shark Tale, White Chicks, Transformers: Age of Extinction và Transformers: The Last Knight.

## Danh sách bài hát
Đĩa 7" tại châu Âu
1. "U Can't Touch This" (bản LP) – 4:15
2. "Dancin' Machine" – 2:54

Đĩa 7" tại Anh quốc
1. "U Can't Touch This" (bản LP) – 4:15
2. "U Can't Touch This" (không lời) – 4:42

Đĩa CD tại Anh quốc
1. "U Can't Touch This" (bản LP) – 4:15
2. "U Can't Touch This" (không lời) – 4:42
3. "U Can't Touch This" (Club phối) – 4:15

## Xếp hạng
| Bảng xếp hạng (1990)                     | Vị trí cao nhất |
| ---------------------------------------- | --------------- |
| Úc (ARIA)                                | 1               |
| Áo (Ö3 Austria Top 40)                   | 5               |
| Bỉ (Ultratop 50 Flanders)                | 1               |
| Canada (RPM)                             | 8               |
| Canada Dance (RPM)                       | 1               |
| Đan Mạch (IFPI)                          | 3               |
| Châu Âu (European Hot 100 Singles)       | 1               |
| Phần Lan (Suomen virallinen lista)       | 2               |
| Pháp (SNEP)                              | 17              |
| Đức (Official German Charts)             | 2               |
| Ireland (IRMA)                           | 3               |
| Hà Lan (Dutch Top 40)                    | 1               |
| Hà Lan (Single Top 100)                  | 1               |
| New Zealand (Recorded Music NZ)          | 1               |
| Na Uy (VG-lista)                         | 6               |
| Tây Ban Nha (AFYVE)                      | 2               |
| Thụy Điển (Sverigetopplistan)            | 1               |
| Thụy Sĩ (Schweizer Hitparade)            | 2               |
| Anh Quốc (OCC)                           | 3               |
| Hoa Kỳ Billboard Hot 100                 | 8               |
| Hoa Kỳ Dance Club Songs (Billboard)      | 6               |
| Hoa Kỳ Hot R&B/Hip-Hop Songs (Billboard) | 1               |
| Hoa Kỳ Hot Rap Songs (Billboard)         | 2               |

| Bảng xếp hạng (1990)                 | Vị trí |
| ------------------------------------ | ------ |
| Australia (ARIA)                     | 2      |
| Austria (Ö3 Austria Top 40)          | 29     |
| Belgium (Ultratop 50 Flanders)       | 6      |
| Canada (RPM)                         | 70     |
| Canada Dance (RPM)                   | 4      |
| Denmark (Tracklisten)                | 15     |
| Europe (European Hot 100 Singles)    | 8      |
| Germany (Official German Charts)     | 17     |
| Netherlands (Dutch Top 40)           | 6      |
| Netherlands (Single Top 100)         | 4      |
| New Zealand (Recorded Music NZ)      | 1      |
| Norway Summer Period (VG-lista)      | 12     |
| Switzerland (Schweizer Hitparade)    | 15     |
| UK Singles (Official Charts Company) | 15     |
| US Billboard Hot 100                 | 55     |
| US Hot R&B/Hip-Hop Songs (Billboard) | 25     |
| US Hot Rap Songs (Billboard)         | 22     |

| Bảng xếp hạng (1990-99)        | Vị trí |
| ------------------------------ | ------ |
| Belgium (Ultratop 50 Flanders) | 74     |

## Chứng nhận
| Quốc gia | Chứng nhận  | Số đơn vị/doanh số chứng nhận |
| --- | ----------- | ----------------------------- |
| Úc (ARIA) | 2× Bạch kim | 140.000^                      |
| Canada (Music Canada) | Vàng        | 50.000^                       |
| Đức (BVMI) | Vàng        | 250.000^                      |
| Hà Lan (NVPI) | Vàng        | 75.000^                       |
| New Zealand (RMNZ) | Vàng        | 5.000*                        |
| Thụy Điển (GLF) | Vàng        | 25.000^                       |
| Anh Quốc (BPI) | Vàng        | 400.000‡                      |
| Hoa Kỳ (RIAA) | Vàng        | 500.000*                      |
| * Chứng nhận dựa theo doanh số tiêu thụ. ^ Chứng nhận dựa theo doanh số nhập hàng. ‡ Chứng nhận dựa theo doanh số tiêu thụ và phát trực tuyến. |             |                               |